# Чемпионат России по лёгкой атлетике 2002
Чемпионат России по лёгкой атлетике 2002 года проводился 11—14 июля в Чебоксарах на Республиканском стадионе «Олимпийский». Соревнования являлись отборочными в сборную России на чемпионат Европы по лёгкой атлетике, прошедший 6—11 августа в немецком Мюнхене. В чемпионате приняли участие более 800 спортсменов из 70 регионов страны. На протяжении 4 дней было разыграно 42 комплекта медалей.
Большая часть ведущих спортсменов прошла отбор в сборную по итогам других стартов (международных и российских), в связи с чем во многих видах в отсутствие лидеров наблюдался невысокий уровень результатов.
В секторе для метания молота у мужчин два участника показали броски за 80 метров: ставший чемпионом Илья Коновалов и, несмотря на травму, Алексей Загорный.
Специалист в беге на 800 метров Юрий Борзаковский в соответствии с планом подготовки к Олимпийским играм 2004 года пробовал свои силы на дистанции вдвое короче. Заняв в финале второе место (46,00), он в итоге отобрался на чемпионат Европы как в индивидуальный вид, так и в эстафету.
Вторые результаты сезона в Европе установили в своих видах прыгун с шестом Василий Горшков (5,80 м) и бегунья на длинные дистанции Людмила Бикташева (10 000 м — 31.23,15).
На протяжении 2002 года в различных городах были проведены также чемпионаты России в отдельных дисциплинах лёгкой атлетики:
- 17—18 февраля — зимний чемпионат России по спортивной ходьбе (Адлер)
- 23—24 февраля — зимний чемпионат России по длинным метаниям (Адлер)
- 2—3 марта — чемпионат России по кроссу (весна) (Кисловодск)
- 30 марта — чемпионат России по горному бегу (вверх) (Кисловодск)
- 21 апреля — чемпионат России по бегу на 50 км и 100 км (Черноголовка)
- 10—11 мая — чемпионат России по суточному бегу по стадиону (Москва)
- 18 мая — чемпионат России по горному бегу (вверх-вниз) (Токсово)
- 19 мая — чемпионат России по марафону (Москва)
- 25—26 мая — чемпионат России по спортивной ходьбе (Чебоксары)
- 14 сентября — чемпионат России по полумарафону (Новосибирск)

## Медалисты

### Мужчины
| Дисциплина                          | Золото                                                                           | Золото             | Серебро                                                                             | Серебро           | Бронза                                                                               | Бронза             |
| ----------------------------------- | -------------------------------------------------------------------------------- | ------------------ | ----------------------------------------------------------------------------------- | ----------------- | ------------------------------------------------------------------------------------ | ------------------ |
| 100 м (ветер: +0,1 м/с)             | Сергей Бычков Омская область                                                     | 10,41              | Александр Смирнов Карелия                                                           | 10,50             | Александр Рябов Москва Самарская область                                             | 10,51              |
| 200 м (ветер: −1,3 м/с)             | Олег Сергеев Тюменская область                                                   | 21,32              | Сергей Блинов Москва Нижегородская область                                          | 21,34             | Антон Галкин Санкт-Петербург                                                         | 21,69              |
| 400 м                               | Андрей Семёнов Санкт-Петербург Свердловская область                              | 45,90              | Юрий Борзаковский Московская область                                                | 46,00             | Евгений Лебедев Нижегородская область                                                | 46,47              |
| 800 м                               | Дмитрий Богданов Санкт-Петербург Свердловская область                            | 1.46,73            | Рамиль Ариткулов Башкортостан Челябинская область                                   | 1.46,85           | Владимир Ряпосов Свердловская область                                                | 1.48,64            |
| 1500 м                              | Андрей Задорожный Москва Ярославская область                                     | 3.40,75            | Вячеслав Шабунин Москва                                                             | 3.40,79           | Михаил Егинов Москва Вологодская область                                             | 3.41,91            |
| 5000 м                              | Юрий Абрамов Москва Адыгея                                                       | 13.49,37           | Роман Усов Москва Курская область                                                   | 13.50,20          | Олег Кульков Свердловская область                                                    | 13.51,63           |
| 10 000 м                            | Александр Васильев Чувашия                                                       | 28.44,56           | Алексей Соколов (ст.) Санкт-Петербург                                               | 29.03,07          | Дмитрий Семёнов Вологодская область                                                  | 29.05,04           |
| 3000 м с препятствиями              | Роман Усов Москва Курская область                                                | 8.33,37            | Павел Потапович Курская область                                                     | 8.34,04           | Андрей Ольшанский Москва Волгоградская область                                       | 8.39,11            |
| 110 м с барьерами (ветер: +0,7 м/с) | Андрей Кислых Кемеровская область                                                | 13,71              | Юрий Волков Москва                                                                  | 13,89             | Игорь Перемота Челябинская область                                                   | 14,04              |
| 400 м с барьерами                   | Руслан Мащенко Воронежская область Свердловская область                          | 49,32              | Борис Горбань Москва                                                                | 49,39             | Александр Деревягин Кемеровская область                                              | 50,43              |
| Прыжок в высоту                     | Ярослав Рыбаков Москва Ярославская область                                       | 2,28 м             | Павел Фоменко Москва Брянская область                                               | 2,28 м            | Алексей Крысин Челябинская область                                                   | 2,25 м             |
| Прыжок с шестом                     | Василий Горшков Москва                                                           | 5,80 м             | Вадим Строгалёв Москва                                                              | 5,65 м            | Павел Герасимов Москва                                                               | 5,55 м             |
| Прыжок в длину                      | Данил Буркеня Москва                                                             | 8,19 м (+0,7 м/с)  | Дмитрий Митрофанов Ивановская область Москва                                        | 8,13 м (+0,7 м/с) | Владимир Малявин Москва                                                              | 8,12 м (+1,5 м/с)  |
| Тройной прыжок                      | Алексей Мусихин Приморский край Москва                                           | 16,94 м (+1,2 м/с) | Игорь Спасовходский Москва                                                          | 16,88 м (0,0 м/с) | Максим Молоков Оренбургская область                                                  | 16,73 м (+1,3 м/с) |
| Толкание ядра                       | Иван Юшков Иркутская область Новосибирская область                               | 19,07 м            | Дмитрий Лопатин Ставропольский край                                                 | 18,81 м           | Павел Софьин Москва                                                                  | 18,75 м            |
| Метание диска                       | Илья Костин Ярославская область                                                  | 61,46 м            | Александр Боричевский Санкт-Петербург                                               | 61,01 м           | Сергей Ляхов Москва                                                                  | 60,78 м            |
| Метание молота                      | Илья Коновалов Курская область                                                   | 81,81 м            | Алексей Загорный Москва Ярославская область                                         | 80,53 м           | Вадим Херсонцев Москва Санкт-Петербург                                               | 78,80 м            |
| Метание копья                       | Александр Иванов Санкт-Петербург                                                 | 81,91 м            | Владимир Чижов Чувашия                                                              | 74,18 м           | Игорь Сухомлинов Кабардино-Балкария                                                  | 73,15 м            |
| Десятиборье                         | Николай Тищенко Москва Краснодарский край                                        | 7839 очков         | Дмитрий Иванов Москва Санкт-Петербург                                               | 7782 очка         | Сергей Никитин Москва Кемеровская область                                            | 7685 очков         |
| Эстафета 4×100 м                    | Краснодарский край Антон Абрамкин Виктор Базаров Сергей Яркин Александр Волков   | 40,75              | Свердловская область Денис Камалов Сергей Петкевич Владимир Ерыкалов Ильдар Гафаров | 41,00             | Новосибирская область Сергей Литвинов Виктор Маркин Олег Гайсин Анатолий Котельников | 41,09              |
| Эстафета 4×400 м                    | Нижегородская область Олег Мишуков Сергей Бабаев Алексей Коконин Евгений Лебедев | 3.09,16            | Свердловская область Дмитрий Форшев Александр Ладейщиков Михаил Липский Денис Сивов | 3.11,21           | Пензенская область Олег Владыкин Алексей Аксёнов Владимир Гашин Николай Медведев     | 3.12,92            |

### Женщины
| Дисциплина                          | Золото                                                                                     | Золото            | Серебро                                                                                       | Серебро           | Бронза                                                                                          | Бронза           |
| ----------------------------------- | ------------------------------------------------------------------------------------------ | ----------------- | --------------------------------------------------------------------------------------------- | ----------------- | ----------------------------------------------------------------------------------------------- | ---------------- |
| 100 м (ветер: +1,4 м/с)             | Марина Кислова Москва Санкт-Петербург                                                      | 11,23             | Юлия Табакова Тульская область Калужская область                                              | 11,25             | Наталья Игнатова Москва Брянская область                                                        | 11,41            |
| 200 м (ветер: −0,2 м/с)             | Ирина Хабарова Свердловская область                                                        | 23,63             | Мария Энкина Пермская область                                                                 | 23,65             | Ольга Халандырёва Москва Тульская область                                                       | 23,91            |
| 400 м                               | Олеся Зыкина Тульская область Калужская область                                            | 50,94             | Наталья Назарова Москва                                                                       | 51,15             | Анастасия Капачинская Москва                                                                    | 51,39            |
| 800 м                               | Ольга Распопова Новосибирская область Московская область                                   | 1.58,84           | Светлана Черкасова Москва Хабаровский край                                                    | 1.59,26           | Лариса Чжао Пермская область                                                                    | 1.59,85          |
| 1500 м                              | Татьяна Томашова Пермская область                                                          | 4.04,90           | Елена Задорожная Иркутская область                                                            | 4.05,73           | Екатерина Пузанова Московская область Нижегородская область                                     | 4.06,87          |
| 5000 м                              | Лилия Волкова Башкортостан                                                                 | 15.25,00          | Анастасия Зубова Пермская область                                                             | 15.32,01          | Елена Бурыкина Приморский край                                                                  | 15.36,29         |
| 10 000 м                            | Людмила Бикташева Москва Свердловская область                                              | 31.23,15          | Галина Александрова Чувашия Москва                                                            | 32.13,20          | Елена Бурыкина Приморский край                                                                  | 32.14,87         |
| 3000 м с препятствиями              | Наталья Черепанова Омская область Московская область                                       | 9.51,21           | Галина Егорова Самарская область                                                              | 10.02,42          | Светлана Иванова Чувашия                                                                        | 10.08,81         |
| 100 м с барьерами (ветер: +1,3 м/с) | Светлана Лаухова Санкт-Петербург                                                           | 13,05             | Мария Коротеева Московская область                                                            | 13,10             | Наталья Шеходанова Чувашия Красноярский край                                                    | 13,13            |
| 400 м с барьерами                   | Екатерина Бахвалова Санкт-Петербург                                                        | 55,82             | Оксана Елясова Москва Алтайский край                                                          | 56,41             | Анна Кнороз Санкт-Петербург                                                                     | 56,90            |
| Прыжок в высоту                     | Марина Купцова Москва                                                                      | 1,97 м            | Ольга Калитурина Москва Рязанская область                                                     | 1,95 м            | Виктория Серёгина Брянская область                                                              | 1,95 м           |
| Прыжок с шестом                     | Елена Исинбаева Волгоградская область                                                      | 4,50 м            | Елена Белякова Москва                                                                         | 4,45 м            | Татьяна Полнова Краснодарский край                                                              | 4,35 м           |
| Прыжок в длину                      | Ирина Мельникова Краснодарский край                                                        | 6,68 м (+1,2 м/с) | Ольга Рублёва Волгоградская область                                                           | 6,67 м (+0,2 м/с) | Татьяна Тер-Месробьян Санкт-Петербург                                                           | 6,63 м (0,0 м/с) |
| Тройной прыжок                      | Оксана Рогова Тамбовская область                                                           | 14,59 м           | Ирина Васильева Москва                                                                        | 14,40 м           | Елена Олейникова Москва                                                                         | 14,40 м          |
| Толкание ядра                       | Светлана Кривелёва Московская область                                                      | 20,24 м           | Ирина Коржаненко Ростовская область                                                           | 20,09 м           | Ирина Худорошкина Московская область                                                            | 18,78 м          |
| Метание диска                       | Ольга Чернявская Ставропольский край                                                       | 61,80 м           | Наталья Амплеева Москва                                                                       | 60,28 м           | Валентина Иванова Москва Волгоградская область                                                  | 59,82 м          |
| Метание молота                      | Ольга Кузенкова Смоленская область                                                         | 71,70 м           | Алла Давыдова Москва                                                                          | 67,40 м           | Елена Таурьянина Московская область                                                             | 67,35 м          |
| Метание копья                       | Оксана Громова Москва                                                                      | 58,36 м           | Оксана Ярыгина Ставропольский край                                                            | 55,56 м           | Елена Макарова Москва Московская область                                                        | 54,32 м          |
| Семиборье                           | Светлана Соколова Белгородская область                                                     | 6135 очков        | Татьяна Гордеева Волгоградская область                                                        | 5946 очков        | Елена Чернявская Белгородская область                                                           | 5906 очков       |
| Эстафета 4×100 м                    | Ставропольский край · Татьяна Павлий · Людмила Месхия · Диана Булатова · Юлия Таранова     | 45,96             | Нижегородская область Ольга Салаженкова Оксана Миронова Екатерина Самко Екатерина Кондратьева | 46,04             | Чувашия · Людмила Пестряева · Галина Майорова · Ульяна Васильева · Елена Бандина                | 47,63            |
| Эстафета 4×400 м                    | Свердловская область Елена Андреева Наталья Хрущелёва Наталья Глушенкова Светлана Старкова | 3.34,92           | Ульяновская область Наталья Перякова Юлия Зайцева Ольга Сурина Ирина Белова                   | 3.35,94           | Волгоградская область · Ирина Кущёва · Олеся Погорелова · Татьяна Самарина · Екатерина Федотова | 3.36,31          |

## Зимний чемпионат России по спортивной ходьбе
Зимний чемпионат России по спортивной ходьбе 2002 прошёл 17—18 февраля в Адлере. Мужчины соревновались на дистанциях 20 км и 35 км, женщины — на 20 км.

### Мужчины
| Дисциплина      | Золото                                      | Золото  | Серебро                   | Серебро | Бронза                                     | Бронза  |
| --------------- | ------------------------------------------- | ------- | ------------------------- | ------- | ------------------------------------------ | ------- |
| Ходьба на 20 км | Андрей Стадничук Москва Кемеровская область | 1:19.02 | Владимир Андреев Чувашия  | 1:19.18 | Семён Ловкин Удмуртия                      | 1:20.37 |
| Ходьба на 35 км | Степан Юдин Свердловская область            | 2:26.33 | Сергей Кирдяпкин Мордовия | 2:26.42 | Алексей Воеводин Москва Пензенская область | 2:26.51 |

### Женщины
| Дисциплина      | Золото                      | Золото  | Серебро                         | Серебро | Бронза                    | Бронза  |
| --------------- | --------------------------- | ------- | ------------------------------- | ------- | ------------------------- | ------- |
| Ходьба на 20 км | Наталья Федоськина Мордовия | 1:27.45 | Лариса Сафронова Москва Чувашия | 1:28.03 | Людмила Ефимкина Мордовия | 1:29.11 |

## Зимний чемпионат России по длинным метаниям
Зимний чемпионат России по длинным метаниям 2002 прошёл 23—24 февраля в Адлере на стадионе «Юность-2001». В программе соревнований были представлены метание диска, метание молота и метание копья. После установления 2 неделями ранее высокого личного рекорда 83,43 м Алексей Загорный подтвердил свой класс и на зимнем чемпионате страны, выиграв метание молота с результатом мирового класса 81,94 м. В метании копья несколько неожиданно чемпионом стал 19-летний Александр Иванов, выигравший дуэль у рекордсмена России Сергея Макарова. Оба атлета показали результаты за 80 метров.

### Мужчины
| Дисциплина     | Золото                                      | Золото  | Серебро                                | Серебро | Бронза                                        | Бронза  |
| -------------- | ------------------------------------------- | ------- | -------------------------------------- | ------- | --------------------------------------------- | ------- |
| Метание диска  | Александр Боричевский Санкт-Петербург       | 62,78 м | Юрий Сеськин Санкт-Петербург           | 62,02 м | Илья Костин Ярославская область               | 61,48 м |
| Метание молота | Алексей Загорный Москва Ярославская область | 81,94 м | Вадим Херсонцев Москва Санкт-Петербург | 78,85 м | Сергей Кирмасов Орловская область             | 76,66 м |
| Метание копья  | Александр Иванов Санкт-Петербург            | 83,24 м | Сергей Макаров Московская область      | 80,74 м | Александр Барановский Калининградская область | 78,22 м |

### Женщины
| Дисциплина     | Золото                                         | Золото  | Серебро                                  | Серебро | Бронза                             | Бронза  |
| -------------- | ---------------------------------------------- | ------- | ---------------------------------------- | ------- | ---------------------------------- | ------- |
| Метание диска  | Валентина Иванова Москва Волгоградская область | 60,96 м | Ольга Чернявская Ставропольский край     | 60,74 м | Наталья Амплеева Москва            | 60,58 м |
| Метание молота | Елена Таурьянина Московская область            | 65,12 м | Татьяна Константинова Смоленская область | 62,08 м | Алла Давыдова Москва               | 61,10 м |
| Метание копья  | Валерия Забрускова Ростовская область          | 61,42 м | Екатерина Ивакина Ставропольский край    | 59,00 м | Оксана Ярыгина Ставропольский край | 54,28 м |

## Чемпионат России по кроссу (весна)
Весенний чемпионат России по кроссу состоялся 2—3 марта 2002 года в Кисловодске, Ставропольский край. Были разыграны 4 комплекта наград. Мужчины соревновались на дистанциях 4 км и 12 км, женщины — 4 км и 6 км. Виктория Климина стала двукратной победительницей чемпионата, не оставив шансов соперницам в обоих забегах.

### Мужчины
| Дисциплина  | Золото                                | Золото | Серебро                   | Серебро | Бронза                                  | Бронза |
| ----------- | ------------------------------------- | ------ | ------------------------- | ------- | --------------------------------------- | ------ |
| Кросс 4 км  | Алексей Соколов (ст.) Санкт-Петербург | 11.44  | Сергей Давыдов Чувашия    | 11.44   | Сергей Емельянов Москва Чувашия         | 11.46  |
| Кросс 12 км | Дмитрий Максимов Вологодская область  | 37.18  | Юрий Чижов Москва Бурятия | 37.23   | Александр Болховитин Пензенская область | 37.31  |

### Женщины
| Дисциплина | Золото                           | Золото | Серебро                                      | Серебро | Бронза                            | Бронза |
| ---------- | -------------------------------- | ------ | -------------------------------------------- | ------- | --------------------------------- | ------ |
| Кросс 4 км | Виктория Климина Приморский край | 12.47  | Алевтина Иванова Московская область Марий Эл | 13.15   | Ирина Тимофеева Самарская область | 13.24  |
| Кросс 6 км | Виктория Климина Приморский край | 19.28  | Наталья Волгина Владимирская область         | 20.16   | Римма Пушкина Чувашия             | 20.33  |

## Чемпионат России по горному бегу (вверх)
III чемпионат России по горному бегу (вверх) состоялся 30 марта 2002 года в Кисловодске, Ставропольский край. Участники выявляли сильнейших на трассе, проложенной на склоне горы Большое Седло. На старт вышли 42 участника (34 мужчины и 8 женщин) из 21 региона России.

### Мужчины
| Дисциплина                         | Золото                              | Золото | Серебро                     | Серебро | Бронза                  | Бронза |
| ---------------------------------- | ----------------------------------- | ------ | --------------------------- | ------- | ----------------------- | ------ |
| 10 км перепад высот: +725 м −105 м | Вячеслав Буслаев Смоленская область | 44.01  | Александр Болтачёв Удмуртия | 44.20   | Дмитрий Глазков Бурятия | 44.45  |

### Женщины
| Дисциплина                          | Золото                                   | Золото | Серебро                              | Серебро | Бронза                             | Бронза |
| ----------------------------------- | ---------------------------------------- | ------ | ------------------------------------ | ------- | ---------------------------------- | ------ |
| 7,5 км перепад высот: +605 м −105 м | Светлана Демиденко Нижегородская область | 37.53  | Елена Раздрогина Саратовская область | 38.37   | Ирина Можарова Саратовская область | 43.33  |

## Чемпионат России по бегу на 50 и 100 км
Чемпионат России по бегу на 50 и 100 километров прошёл 21 апреля в подмосковном городе Черноголовка. На старт вышли 107 легкоатлетов (86 мужчин и 21 женщина). В мужском забеге на 100 км 6 человек пробежали быстрее 7 часов, а чемпиона Валерия Синюшкина и серебряного призёра Игоря Тяжкороба разделили всего 18 секунд.

### Мужчины
| Дисциплина | Золото                              | Золото  | Серебро                              | Серебро | Бронза                              | Бронза  |
| ---------- | ----------------------------------- | ------- | ------------------------------------ | ------- | ----------------------------------- | ------- |
| 50 км      | Олег Харитонов Свердловская область | 2:54.39 | Виктор Голубцов Свердловская область | 2:55.51 | Ильдар Ахметшин Татарстан           | 2:57.52 |
| 100 км     | Валерий Синюшкин Тверская область   | 6:39.03 | Игорь Тяжкороб Курская область       | 6:39.21 | Владимир Нетреба Пензенская область | 6:44.21 |

### Женщины
| Дисциплина | Золото                               | Золото  | Серебро                           | Серебро | Бронза                                 | Бронза  |
| ---------- | ------------------------------------ | ------- | --------------------------------- | ------- | -------------------------------------- | ------- |
| 50 км      | Елена Раздрогина Кировская область   | 3:18.25 | Марина Бычкова Смоленская область | 3:25.29 | Елена Бикулова Татарстан               | 3:26.31 |
| 100 км     | Марина Мышлянова Челябинская область | 7:36.32 | Татьяна Жиркова Саха−Якутия       | 7:45.29 | Екатерина Малафеева Мурманская область | 8:26.24 |

## Чемпионат России по суточному бегу по стадиону
Чемпионат России по суточному бегу по стадиону прошёл 10—11 мая на стадионе «Октябрь» в Москве в рамках XI сверхмарафона «Сутки бегом». На старт вышли 64 легкоатлета из 22 регионов страны (53 мужчины и 11 женщин).

### Мужчины
| Дисциплина   | Золото                          | Золото    | Серебро                           | Серебро   | Бронза                    | Бронза    |
| ------------ | ------------------------------- | --------- | --------------------------------- | --------- | ------------------------- | --------- |
| Суточный бег | Владимир Романов Омская область | 256 191 м | Камиль Биккулов Самарская область | 231 917 м | Тимур Абзалилов Татарстан | 229 073 м |

### Женщины
| Дисциплина   | Золото                              | Золото    | Серебро                 | Серебро   | Бронза                          | Бронза    |
| ------------ | ----------------------------------- | --------- | ----------------------- | --------- | ------------------------------- | --------- |
| Суточный бег | Людмила Калинина Ивановская область | 217 913 м | Римма Пальцева Марий Эл | 211 290 м | Ирина Коваль Московская область | 203 455 м |

## Чемпионат России по горному бегу (вверх-вниз)
IV чемпионат России по горному бегу (вверх-вниз) состоялся 18 мая 2002 года в посёлке Токсово, Ленинградская область. На старт вышли 18 участников (14 мужчин и 4 женщины) из 7 регионов страны.

### Мужчины
| Дисциплина                           | Золото                             | Золото | Серебро                             | Серебро | Бронза                      | Бронза |
| ------------------------------------ | ---------------------------------- | ------ | ----------------------------------- | ------- | --------------------------- | ------ |
| 12 км перепад высот: +1400 м −1400 м | Сергей Лукин Ленинградская область | 57.40  | Вячеслав Буслаев Смоленская область | 57.53   | Александр Болтачёв Удмуртия | 58.29  |

### Женщины
| Дисциплина                          | Золото                              | Золото | Серебро                            | Серебро | Бронза                                | Бронза |
| ----------------------------------- | ----------------------------------- | ------ | ---------------------------------- | ------- | ------------------------------------- | ------ |
| 6,9 км перепад высот: +800 м −800 м | Лариса Шелехова Ярославская область | 39.45  | Ирина Можарова Саратовская область | 43.29   | Екатерина Илларионова Санкт-Петербург | 49.02  |

## Чемпионат России по марафону
Чемпионат России по марафону 2002 состоялся 19 мая в Москве в рамках VI Московского марафона «Лужники».

### Мужчины
| Дисциплина | Золото                    | Золото  | Серебро                               | Серебро | Бронза                               | Бронза  |
| ---------- | ------------------------- | ------- | ------------------------------------- | ------- | ------------------------------------ | ------- |
| Марафон    | Юрий Чижов Москва Бурятия | 2:15.22 | Алексей Соколов (ст.) Санкт-Петербург | 2:15.50 | Олег Княгин Москва Кировская область | 2:16.02 |

### Женщины
| Дисциплина | Золото                             | Золото  | Серебро                | Серебро | Бронза                                | Бронза  |
| ---------- | ---------------------------------- | ------- | ---------------------- | ------- | ------------------------------------- | ------- |
| Марафон    | Татьяна Золотарёва Санкт-Петербург | 2:36.25 | Ольга Былинкина Москва | 2:37.15 | Анфиса Косачёва Новосибирская область | 2:39.39 |

## Чемпионат России по спортивной ходьбе
Чемпионат России по спортивной ходьбе 2002 года прошёл 25—26 мая в Чебоксарах. Были разыграны 3 комплекта медалей на олимпийских дистанциях 20 км у мужчин и женщин и 50 км у мужчин. Трасса была проложена по набережной залива реки Волги. Соревнования являлись финальным этапом отбора в сборную России по ходьбе на чемпионат Европы по лёгкой атлетике. Победительница женского захода, Елена Николаева, стала автором лучшего результата сезона в мире, показав на финише время 1:27.02. А на мужских 50 км первые четыре финишировавших спортсмена заняли аналогичные места и в мировом топ-листе года.

### Мужчины
| Дисциплина      | Золото                                     | Золото  | Серебро                         | Серебро | Бронза                           | Бронза  |
| --------------- | ------------------------------------------ | ------- | ------------------------------- | ------- | -------------------------------- | ------- |
| Ходьба на 20 км | Виктор Бураев Пензенская область Мордовия  | 1:20.41 | Владимир Андреев Чувашия        | 1:20.54 | Роман Рассказов Мордовия         | 1:21.01 |
| Ходьба на 50 км | Алексей Воеводин Москва Пензенская область | 3:40.42 | Юрий Андронов Самарская область | 3:42.06 | Степан Юдин Свердловская область | 3:42.52 |

### Женщины
| Дисциплина      | Золото                  | Золото  | Серебро                   | Серебро | Бронза                      | Бронза  |
| --------------- | ----------------------- | ------- | ------------------------- | ------- | --------------------------- | ------- |
| Ходьба на 20 км | Елена Николаева Чувашия | 1:27.02 | Людмила Ефимкина Мордовия | 1:27.51 | Наталья Федоськина Мордовия | 1:28.07 |

## Чемпионат России по полумарафону
Чемпионат России по полумарафону 2002 состоялся 14 сентября в Новосибирске в рамках V Новосибирского полумарафона памяти Александра Раевича. Забеги завершились полным триумфом стайеров из Чувашии, завоевавших 5 медалей из 6 разыгрывавшихся. Ещё одну, «серебро» среди мужчин, завоевал 17-летний Евгений Рыбаков, показавший при этом отличное время (1:04.59) и уступивший всего 5 секунд победителю.

### Мужчины
| Дисциплина  | Золото                     | Золото  | Серебро                             | Серебро | Бронза                 | Бронза  |
| ----------- | -------------------------- | ------- | ----------------------------------- | ------- | ---------------------- | ------- |
| Полумарафон | Александр Васильев Чувашия | 1:04.54 | Евгений Рыбаков Кемеровская область | 1:04.59 | Сергей Давыдов Чувашия | 1:05.06 |

### Женщины
| Дисциплина  | Золото                 | Золото  | Серебро                   | Серебро | Бронза                | Бронза  |
| ----------- | ---------------------- | ------- | ------------------------- | ------- | --------------------- | ------- |
| Полумарафон | Ольга Романова Чувашия | 1:11.42 | Сильвия Скворцова Чувашия | 1:11.43 | Римма Пушкина Чувашия | 1:12.00 |

## Состав сборной России для участия в чемпионате Европы
По итогам чемпионата и иных отборочных турниров, с учётом выполнения необходимых нормативов, в состав сборной для участия в чемпионате Европы по лёгкой атлетике в Мюнхене вошли 93 легкоатлета:
Мужчины
100 м: Сергей Бычков, Александр Смирнов, Александр Рябов.

200 м: Олег Сергеев, Сергей Блинов.

Эстафета 4х100 м: Сергей Бычков, Олег Сергеев, Александр Смирнов, Сергей Блинов, Александр Рябов.

400 м: Андрей Семёнов, Юрий Борзаковский, Евгений Лебедев.

Эстафета 4х400 м: Андрей Семёнов, Юрий Борзаковский, Евгений Лебедев, Олег Мишуков, Руслан Мащенко, Борис Горбань.

800 м: Дмитрий Богданов, Рамиль Ариткулов.

5000 м: Михаил Егинов — имел освобождение от отбора.

10 000 м: Дмитрий Максимов — имел освобождение от отбора.

3000 м с препятствиями: Роман Усов.

110 м с барьерами: Андрей Кислых.

400 м с барьерами: Руслан Мащенко, Борис Горбань — позднее снялся с турнира.

Прыжок в высоту: Ярослав Рыбаков, Павел Фоменко.

Прыжок с шестом: Василий Горшков, Павел Герасимов.

Прыжок в длину: Данил Буркеня, Дмитрий Митрофанов, Владимир Малявин.

Тройной прыжок: Алексей Мусихин, Игорь Спасовходский.

Метание диска: Дмитрий Шевченко — имел освобождение от отбора.

Метание молота: Илья Коновалов, Алексей Загорный, Вадим Херсонцев.

Метание копья: Сергей Макаров — имел освобождение от отбора, Александр Иванов.

Десятиборье: Лев Лободин, Александр Погорелов — имели освобождение от отбора.

Ходьба 20 км: Андрей Стадничук, Виктор Бураев, Владимир Андреев.

Ходьба 50 км: Алексей Воеводин, Юрий Андронов, Герман Скурыгин.
Женщины
100 м: Марина Кислова, Наталья Игнатова, Лариса Круглова.

200 м: Ирина Хабарова, Юлия Табакова.

Эстафета 4х100 м: Марина Кислова, Ирина Хабарова, Юлия Табакова, Наталья Игнатова, Лариса Круглова.

400 м: Олеся Зыкина, Анастасия Капачинская, Татьяна Левина.

Эстафета 4х400 м: Олеся Зыкина, Наталья Назарова, Анастасия Капачинская, Татьяна Левина, Наталья Антюх, Юлия Печёнкина, Екатерина Бахвалова.

800 м: Ирина Мистюкевич — имела освобождение от отбора, Ольга Распопова, Светлана Черкасова.

1500 м: Татьяна Томашова, Екатерина Пузанова.

5000 м: Ольга Егорова, Елена Задорожная — имели освобождение от отбора, Лилия Волкова.

10 000 м: Людмила Бикташева, Галина Александрова, Алёна Самохвалова.

Марафон: Ирина Тимофеева, Ирина Сафарова, Лидия Василевская, Алина Иванова, Татьяна Золотарёва.

100 м с барьерами: Светлана Лаухова, Мария Коротеева.

400 м с барьерами: Юлия Печёнкина — имела освобождение от отбора, позднее снялась с турнира, Екатерина Бахвалова.

Прыжок в высоту: Марина Купцова, Ольга Калитурина, Виктория Серёгина.

Прыжок с шестом: Светлана Феофанова — имела освобождение от отбора, Елена Исинбаева, Елена Белякова.

Прыжок в длину: Татьяна Котова — имела освобождение от отбора, Ирина Мельникова, Ольга Рублёва.

Тройной прыжок: Анна Пятых — имела освобождение от отбора, Ирина Васильева, Елена Олейникова.

Толкание ядра: Светлана Кривелёва, Ирина Коржаненко.

Метание диска: Наталья Садова — имела освобождение от отбора.

Метание молота: Ольга Кузенкова, Алла Давыдова, Елена Таурьянина.

Метание копья: Татьяна Шиколенко.

Семиборье: Светлана Соколова.

Ходьба 20 км: Олимпиада Иванова, Елена Николаева, Наталья Федоськина.